# Ester Ferrando
Ester Ferrando Casas (Reus, 1972) és una artista visual catalana que treballa en els camps de l'escultura, la fotografia i les instal·lacions multimèdia. Aborda temes de la intimitat de les persones i utilitza materials pobres. És professora de secundària i ha actuat com a gestora cultural.

## Biografia

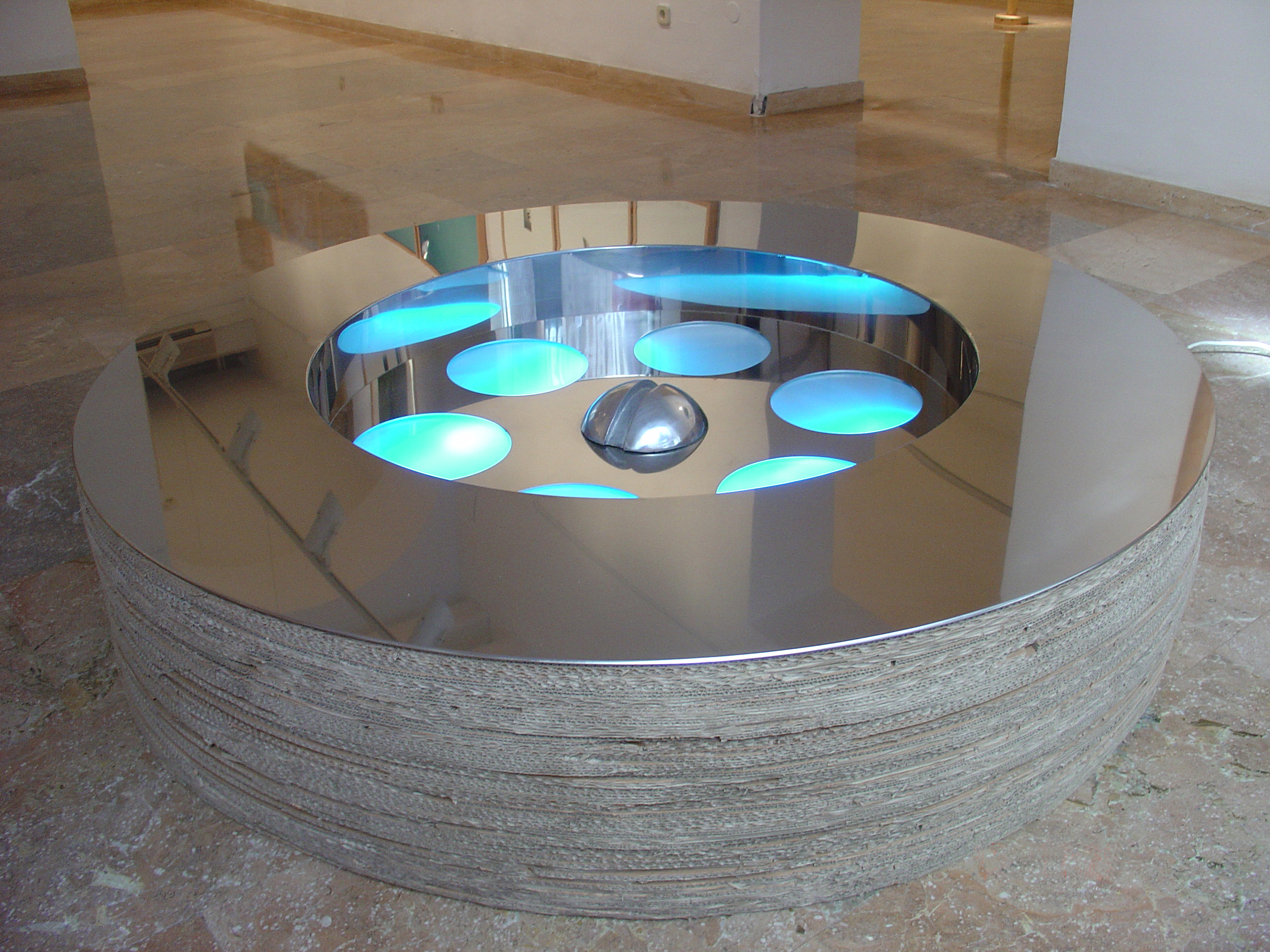
Ester Ferrando. Silenci diari, 2004. Instal·lació. Museu Art Modern Tarragona.

Llicenciada per la Facultat de Belles Arts de la Universitat de Barcelona el 1995, va fer estudis d'escultura a l'Escola Massana (1991-1993). Compagina l'activitat creativa amb la docència. És professora titular de l'Institut Gabriel Ferrater de Reus en l'especialitat de Batxillerat Artístic. Ha estat professora col·laboradora a l'Institut Obert de Catalunya (2013 -2016). Ha estat directora d'exposicions del Centre de Lectura de Reus i coordinadora d'exposicions d'Art i Creació de l'Institut Municipal d'Acció Cultural de Reus.

## Trajectòria artística

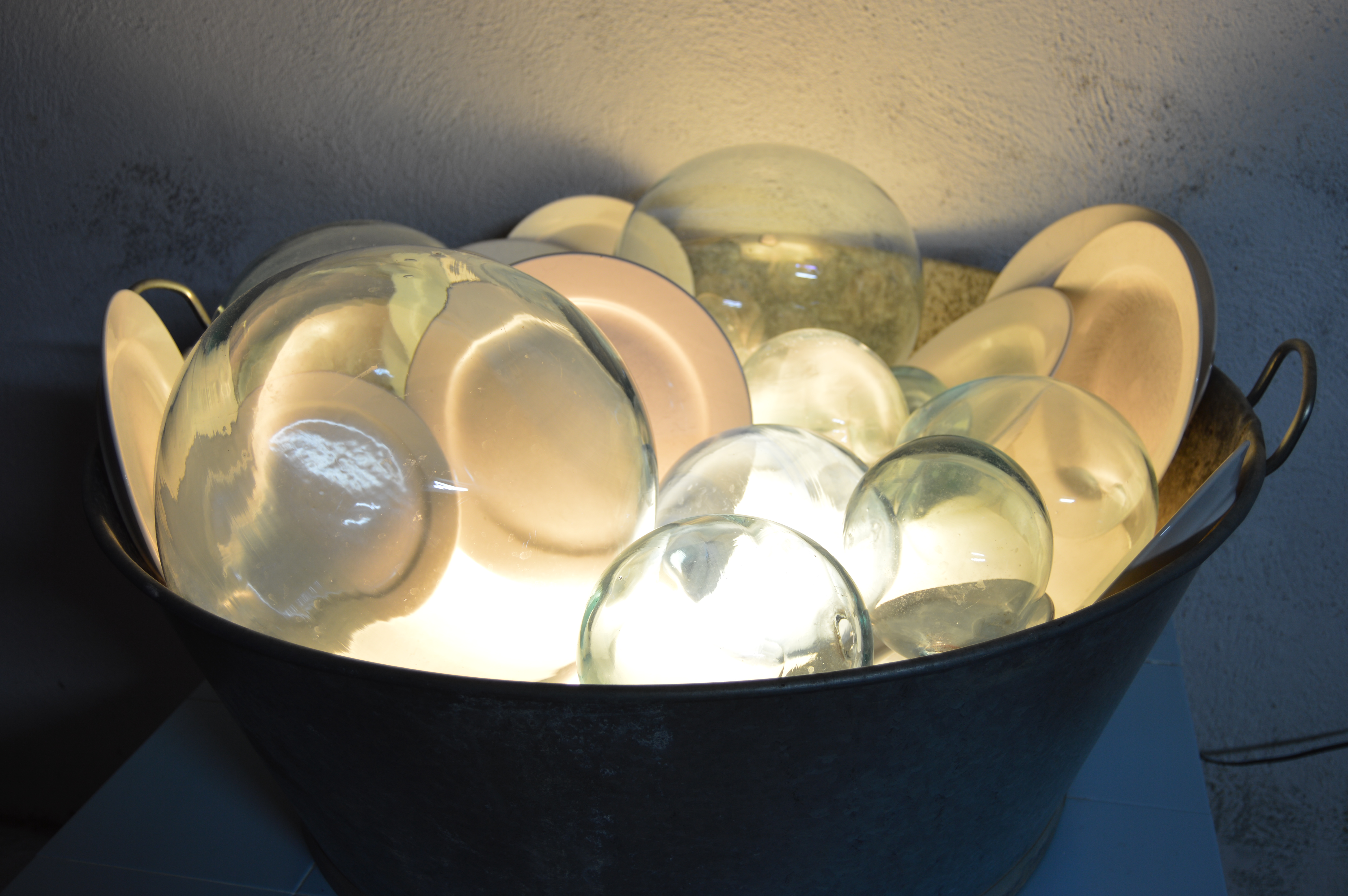
Ester Ferrando. Havent dinat, 2016. Ajuntament de Cambrils.

L'any 2000 va crear la sèrie Vacuïtat (2000) amb la qual obre una línia de treball basada l'aigua, la llum i el só, amb objectes com banyeres, desaigües, cossis, contenidors, a més dels colors i els sons de l'aigua. Les obres articulen l'abstracció i la quotidianitat amb la presència d'objectes i una estètica minimalista.
Entre les exposicions personals hi ha “Remors” (2002) a la Capella de Sant Roc del Museu de Valls, “Jo, variació i origen” (2003) a l'Antic Ajuntament de Tarragona, "Silence quotidien" (2003) al Centre d'Ètudes Catalans a la Universitat de La Sorbona de París i “De cos absent i altres restes orgàniques" (2006) al Museu d'Art Modern de Tarragona. A la mostra “Fràgil” (2008) a la Galeria Antoni Pinyol de Reus, va presentar un treball sobre la identitat que es va centrar en la llum i en la transparència d'objectes de vidre i va obrir una nova línia de treball amb aquests elements. L'any 2021 va realitzar una exposició titulada "Viure a mitges" a la Galeria Amill (Vinyols), en aquesta exposició responia, a través de la seva obra, a la pregunta de "Què ens mata?" a partir d'un text de Sebastà Martori Toyas.
Ha participat en exposicions de grup, algunes per difondre el col·lectiu artístic del Camp de Tarragona i les Terres de l'Ebre. Entre aquestes hi ha "Reset. Estratègies per reformular la trajectòria de l'artista" (2015) a la Galeria Silvestre de Tarragona, Sala Àmbits de l'Ajuntament de Cambrils i Centre d'Art Lo Pati d'Amposta o el cicle "Femení plural"(2016) al Museu d'Art Modern de Tarragona. Altres col·lectives han estat iniciatives per connectar artistes de diferents territoris catalans com : "La vida en comú", projecte d'Aureli Ruiz, amb Pep Dardanyà i Jordi Canudas al Centre d'Art Cal Massó de Reus (2010) i "Artveuivot" (2014) al Museu d'Art Jaume Morera de Lleida, la Fundació Valví de Girona, l'Acadèmia de Belles Arts de Sabadell i la Universitat Rovira i Virgili a Tortosa. El 2019 va ser seleccionada per a l'exposició commemorativa "Julio Antonio - Stendhal" al Museu d'Art Modern de Tarragona. L'any 2020, deguda la situació de pandèmia, va participar en una mostra d'art en format documental. L'any 2021 va participar a "l'art transforma ravals", una iniciativa a la ciutat de Reus per fer reviure el centre i donar vida als locals tancats. Posteriorment, també va formar part de "Territoris commutables" a l’espai aldTU.

## Premis
Ha rebut el Premi Julio Antonio d'Escultura de la Diputació de Tarragona del 2004 i el Premi d'Art Contemporani Gastronòmic de Cambrils del 2016.